# Amerolaophontina reducta
Amerolaophontina reducta är en kräftdjursart som först beskrevs av Coull och Zo 1980.  Amerolaophontina reducta ingår i släktet Amerolaophontina och familjen Laophontidae. Inga underarter finns listade i Catalogue of Life.